# Richard Kaufmann
Richard Kaufmann, někdy též Richard Kauffmann (hebrejsky: ריכרד קאופמן, žil 1887–1958), byl německo-židovský, později izraelský architekt a urbanista.

## Biografie
Narodil se roku 1887 v německém Frankfurtu nad Mohanem, kde studoval malování na tamní Kunstakademie. Potom architekturu na Grossherzogliche Hochschule v Darmstadtu. V roce 1909 začal studoval malbu v ateliéru Hanse von Hayeka v Dachau a na Königlich Bayerische Technische Hochschule v Mnichově. Po studiích se začal zabývat projektováním zahradních měst.

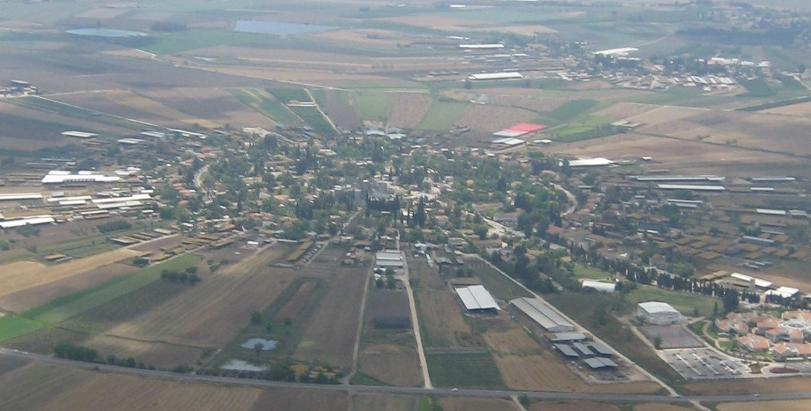
Unikátní kruhová kompozice mošavu Nahalal od Richarda Kaufmanna

Působil jako urbanista a architekt v Německu a Norsku. Roku 1920 se ovšem usídlil v tehdejší mandátní Palestině a začal pracovat pro Židovskou agenturu. Navrhoval řadu nově zakládaných židovských osad ve 20. a 30. letech 20. století. Jeho nejznámějším dílem je vesnice Nahalal z roku 1921, navržená na přísně kruhovém půdorysu, kde je kruhovému tvaru podřízena nejen orientace usedlostí okolo centrálního prostoru ale i jednotlivé zemědělské pozemky rozbíhající se od něj do okolní krajiny. Nedaleko odtud projektoval Kaufmann také nově budované židovské město Afula, navržené jako potenciální velkoměstské centrum (toho cíle ovšem Afula nedosáhla).
Kromě urbanistického plánování se podílel i na mnoha menších architektonických dílech jako obytné domy v Jeruzalémě a Tel Avivu. Richard Kaufmann byl stoupencem moderny, konkrétně bauhausu a funkcionalismu. Patří mezi hlavní představitele generace tvůrců Bílého Města - centrální části Tel Avivu s koncentrací funkcionalistické architektury zapsané na seznam Světového dědictví organizace UNESCO.
Zemřel v roce 1958 ve věku 70 let a je pochován na jeruzalémském hřbitově Har ha-Menuchot.